# Sylvain Lautié
Sylvain Lautié (Saint-Cloud, 11 giugno 1968) è un allenatore di pallacanestro e dirigente sportivo francese.

## Carriera
Ha guidato il Mali a due edizioni dei Campionati africani (2005, 2015).

## Palmarès
- Coppa Korać: 1

SLUC Nancy: 2001-02